# サンドリヨン (ジョエル・ポムラの作品)
『サンドリヨン』（仏語：Cendrillon）は、ジョエル・ポムラの脚本・演出による演劇である。
2011年10月11日にワロニー・ブリュッセル国立劇場で、ベルギー王立歌劇場との合作により初演された。
書籍化は2013年6月、アクト・シュッド社による。ただしケベックにおいてのみ、フラマリオン社が書籍化を行った。2021年には挿絵付きの版もアクト・シュッド社より出版されている。邦訳は未刊。

## 概要
本作は、民衆の童話をもとにした作品であり、その民衆の童話とは『シンデレラ』である。なお、『サンドリヨン」とは、『シンデレラ』のフランス語表記である。
劇作家であるポムラが手掛けるこの種の作品としては、『赤ずきん』、『ピノキオ』に次ぐ3作目。ベルギー、フランス、カナダなどにとどまらず、ニューヨーク劇場でも公演されるなど、好評を博す。

## 登場人物
- サンドラ：ヒロイン。うら若き娘。
- 母：サンドラの実の母。
- 父：サンドラの実の父。
- 義母：サンドラの母の死後、サンドラの父が再婚することになる女、サンドラにとっては義母。
- 義姉（義妹）（大きいほうの姉）：義母の実の娘。サンドラにとっては義姉（あるいは義妹）。「大きいほうの（年齢が上のほうの）姉（妹）」と表記される。
- 義姉（義妹）（小さいほうの妹）：義母の実の娘。サンドラにとっては義姉（あるいは義妹）。「小さいほうの（年齢が下のほうの）姉（妹）」と表記される。
- 妖精
- 王子
- 王
- 語り手

## あらすじ
2幕（全26場、うち1幕：11場、2幕：15場）で構成される。

### 1幕
ヒロインであるサンドラが、病床にあるその母の最期の言葉を聞き、母を看取るシーンに始まる。このシーンにおいて、この劇の筋となるある誤解が示される。この誤解により、うら若き女の子（サンドラ）の不幸が引き起こされることになる。（1－3場）
つづくシーンではサンドラの新たな生活にかかわる人物たちが登場する。新たな家族は徐々に彼女のことをいじめるようになっていく。そこに抗うのが普通だが、そうした様子は微塵もなく彼女はその状況を受け入れていく。（4－10場）
多彩な性質を持つ登場人物である妖精がサンドラと初めて出会う場面で1幕は終わる。（11場）

### 2幕
すばらしい舞踏会があるとの知らせから、2幕が始まる。ただひとりサンドラを除いて、家じゅうが興奮状態になり、舞踏会への準備を皆忙しく行う。（1－3場）
妖精は再び現れ、舞踏会へ行く準備をするようにサンドラを説き伏せる。家族は舞踏会で笑い物になる。家族がひきさがる一方、サンドラは王子と出会う。（4－7場）
この出来事に引き続き、王が自らの息子の心を乱した若い娘を探す。王主催の舞踏会がまた開かれるとあって、家じゅうがまたしても計画と準備とに熱中する。（8－10場）
この2回目の夜会において、義母は決定的な屈辱を受け、王子とサンドラとは再び会い、互いにその顔を識別する。（11－13場）
妖精が魔法をはたらかせて最初のサンドラの誤解を理解させ、大団円となる。（14－15場）

## 受容
アナイス・エリュアンはポリティス誌掲載の「『シンデレラ』再演によせて」において、「初演から10年後、ジョエル・ポムラが彼の『シンデレラ』を再演する。奇妙で暴力的な彼の版は、子供時代の苦悩を細やかに伝えている」と述べている。
また、ファビエンヌ・ダルジュはル・モンド誌において、「ポムラの童話のリライトにある、鋭さ、やさしさ、ユーモア、びっくりするほどの演出の美しさ、すべてがそこにある、そしてそうしたものは、この演劇を月日をかけて世界各国で公演してきたことによって、さらに深みが出て大きくなったように思われる。」と述べている。